# Оттонская архитектура
Оттонская архитектура (вариант — оттоновская) — архитектурный стиль, существовавший в Европе в X–XI вв. Переходный между каролингской и романской архитектурой. Получил название по императорам Священной Римской империи Оттонам из Саксонской династии. Некоторые специалисты не выделяют искусство этой эпохи в отдельный стиль и относят его к ранней романике (англ. Early Romanesque или Ottonian Romanesque).

## История и особенности
После смерти Людовика Благочестивого в 840 г. империя Карла Великого начала дробиться. В 919 г. саксонский герцог Генрих был избран королем Германии и начал активную экспансионную политику, подчинив Баварию с Лотарингией и успешно разобравшись с венграми и славянами. Его преемник, Оттон I продолжил дело отца. В 961 году он завоевал Итальянское королевство, а в 962-м был коронован папой Иоанном XII в соборе Св. Петра первым императором Священной римской империи. Титул был признан Византией, а затем Оттон I женил своего сына Оттона II на византийской принцессе Феофано. Оттоны ощущали себя преемниками Карла Великого, стремились возродить великую империю. При них начали развиваться науки, искусства и ремесла. В архитектуре поощрялись раннехристианские, каролингские и византийские заимствования.
Центром стиля, как родина династии, стала Саксония. Самой ранней известной постройкой был не дошедший до нас собор в Магдебурге, который напоминал Евфразиевую базилику с атриумом и баптистерием, а восточная апсида была фланкирована двумя башнями. Считается первым т.н. Императорским собором и послужил образцом для соборов в Майнце, Аугсбурге, Вормсе и др. Из дошедших до нашего времени памятников самый ранний — Церковь Святого Кириака (Гернроде). Важную роль в развитии строительства и ремесел оказал монашеский орден бенедиктинцев. Так, одним из самых выдающихся примеров оттоновской архитектуры стала построенная в бенедиктинском монастыре Церковь Святого Михаила (Хильдесхайм). Также бенедиктинцами была построена Церковь Святого Пантелеймона (Кёльн).
Оттонский храм — это трехнефная базилика с двухсторонней ориентацией. Т.е. и на востоке и на западе находится группа из трансепта с башней над средокрестием, хора и апсиды, фланкированная двумя боковыми башнями. Подобная композиция встречается еще в каролингскую эпоху (см. Collégiale Sainte-Gertrude de Nivelles), но именно в Германии она получила распространение. В интерьере — это квадратные столбы главного нефа, чередующиеся с колоннами. Главный неф отделен от боковых аркадами, над ними высокая стена с окнами клеристория (в церкви Св. Кириака над аркадами эмпоры, что считается византийским влиянием). Перекрытия — деревянные.

## Другие примеры
- Церковь Святого Варфоломея (Льеж)
- Бамбергский собор
- Эссенский собор